# Amel-Marduk
Amel-Marduk, död 560 f.Kr., var en kung av Babylon.
Han regerade 562-560 f.Kr.